# Colura mauritiana
Colura mauritiana là một loài Rêu trong họ Lejeuneaceae. Loài này được Pocs mô tả khoa học đầu tiên năm 1997.